# 木崎駿也
木崎駿也（きざき しゅんや、1996年8月16日 -）は、日本の研究者、明治大学修士（理学）。

## 略歴
2015年に千葉県立柏の葉高等学校情報理数科を卒業後、2019年に明治大学総合数理学部先端メディアサイエンス学科を卒業。2021年に同大学大学院先端数理科学研究科先端メディアサイエンス専攻博士前期課程を修了、現在に至る。ヒューマンコンピュータインタラクションを専門としている。
2015年には、CEDEC2015のアカデミック・基盤技術セッションにて講師を勤めた。
2016年には、インタラクション2016にて「LiftSense: 複数人での物の持ち上げ負荷均一化のための 把持位置提案システム」を発表。同年4月より宮下芳明教授の下でデジタルファブリケーションの研究を始めた。
2018年には第一回三鷹ファブコンテストにて「誰でも演奏できる君」を発表し、発展賞を受賞した。2019年、「モデルファイル入力に基づく3Dモデルジェネレータ生成システム」で学士号（理学）を取得した。同年、インタラクション2019にて同タイトルの論文がプレミアム採択された。
2019年からグラフィカルユーザインタフェースにおけるポインティング操作支援手法の研究を開始し、第185回ヒューマンコンピュータインタラクション研究会では「Valve Icon: オーバーシュート後に生成される壁を用いたポインティング高速化手法の提案」を発表した。また、同研究会の第187回にて「2次元ポインティングにおけるValve Iconの性能評価」を発表した。

## 受賞歴
- 最優秀賞（2015年3月・第7回 東京情報大学 高校生ソフトウェアコンテスト）
- 発展賞（2018年7月・第一回三鷹ファブコンテスト）